# 阿那含
阿那含（Anāgāmin），是佛教用語，由後秦鳩摩羅什由梵語譯為阿那含，「不來」或「不還」之義，聲聞第三果。謂不再來，又稱不还果，是佛教修行者進入佛教聖道的果位之一，為部派佛教之中沙門四果的第三向，得證此果位的人將不再回還欲界，而證涅槃。

## 簡介
此位須斷盡三界見惑及欲界九品思惑，方證得之。
五下分結盡，得阿那含。五下分結是：我見（身見）、疑見、戒禁取見、貪欲、瞋恚。欲界的修道所斷之惑，至此已經斷盡。
證阿那含果的聖者，已經斷了欲界的煩惱修惑，不再染著欲界的五欲。因斷除了欲界的貪愛，必定證得初禪。死後將會離開欲界，上升色界或無色界，在那邊入涅槃，不再返還欲界。